# Dog in the Sand
Dog in the Sandes el tercer álbum de Frank Black and the Catholics, y el sexto de Frank Black en solitario. Fue editado por el sello discográfico Cooking Vinyl en 2001, con la producción de Nick Vincent. El álbum recibió en general buenas críticas. Aunque se mantiene la grabación en dos pistas de los dos álbumes previos, éste se caracteriza por un cambio en el sonido de la banda por la incorporación de guitarras acústicas y pianos.
El álbum fue inicialmente puesto a la venta a través de la discográfica What Are Records? en 2001, para ser reeditado en 2003 por SpinART.

## Lista de canciones
1. "Blast Off" (7:13)
2. "I've Seen Your Picture" (2:51)
3. "St. Francis Dam Disaster" (5:02)
4. "Robert Onion" (4:00)
5. "Stupid Me" (2:31)
6. "Bullet" (3:53)
7. "The Swimmer" (2:48)
8. "Hermaphroditos" (4:12)
9. "I'll Be Blue" (3:34)
10. "Llano del Río" (4:14)
11. "If It Takes All Night" (3:19)
12. "Dog in the Sand" (3:48)

Pistas adicionales en edición de 2003:
- "Robert Onion" (acústico)
- "Blast Off" (acústico)
- "Stupid Me" (acústico)
- "If It Takes All Night" (acústico)

## Personal
- Frank Black: voz, guitarra
- Scott Boutier: batería, voz
- Eric Drew Feldman: teclados, voz
- Rich Gilbert: guitarras, teclados, voz
- David McCaffery: bajo, voz
- Dave Phillips: guitarras, voz
- Joey Santiago: guitarra principal
- Moris Tepper: guitarra, banjo
- Nick Vincent: percusión
- Billy Bowers: ingeniería